# Ungannie
Pour la langue Ugandi, voir Võro.

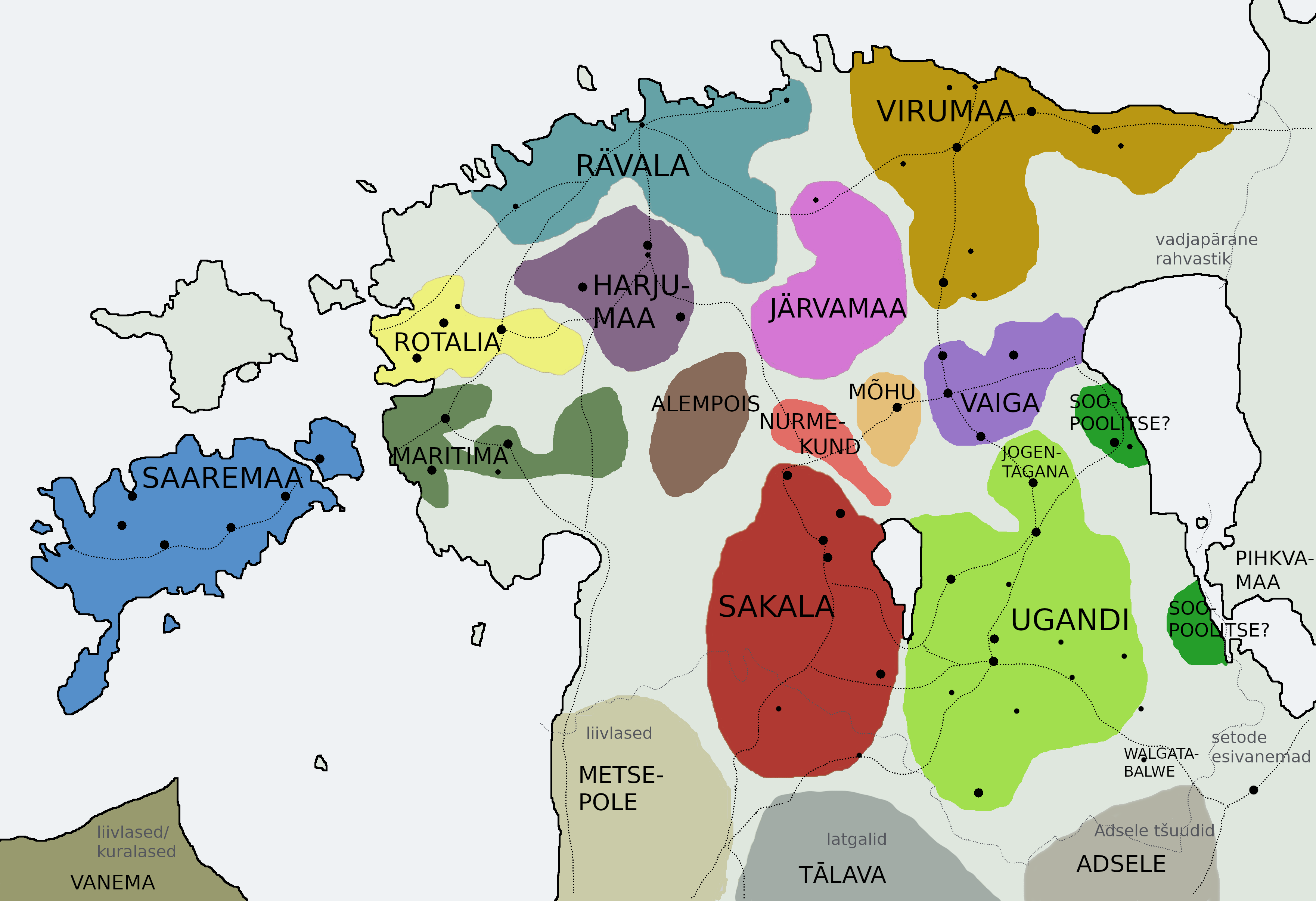
Carte de l'Estonie protohistorique ; l'Ugannie est en vert clair.

L’Ungannie ou Ugandi (en latin : Ungannia ou Ugaunia ; en letton : Ugaunija ; en bas-allemand : Uggn) est une ancienne région historique d'Estonie. Située entre le lac Võrtsjärv et le lac de Pskov, elle correspond aux régions d'Estonie de Tartumaa, Põlvamaa, Võrumaa et à la moitié de la Valgamaa.
Elle correspond à un ancien diocèse ayant son siège à Tartu, et qui exista de 1224 à 1558.